# Tingüindín (kommun)
Tingüindín är en kommun i Mexiko.   Den ligger i delstaten Michoacán de Ocampo, i den centrala delen av landet, 400 km väster om huvudstaden Mexico City.
Följande samhällen finns i Tingüindín:
- Tingüindín
- Guáscuaro de Múgica
- San Juanico
- Tata Lázaro
- San Miguel
- Rincón del Chino
- El Tecolote
- Barrio Alto
- Colonia Morelos
- El Mercado
- Chucandirán